# Sant’Egidio del Monte Albino
Sant’Egidio del Monte Albino község (comune) Olaszország Campania régiójában, Salerno megyében.

## Fekvése
A megye északnyugati részén fekszik. Határai: Angri, Corbara, Pagani, San Marzano sul Sarno és Tramonti.

## Története
Első említése a 11. századból származik. Valószínűleg Nuceria Alfaterna lakosai alapították. A következő századokban nemesi birtok volt. A 19. században nyerte el önállóságát, amikor a Nápolyi Királyságban felszámolták a feudalizmust.

## Népessége
A népesség számának alakulása:

## Főbb látnivalói
- Palazzo Ferraioli
- Santa Maria Maddalena in Armillis-apátság
- Santa Maria delle Grazie-templom